# (10111) Fresnel
(10111) Fresnel ist ein Asteroid des Hauptgürtels, der am 25. Juli 1992 vom belgischen Astronomen Eric Walter Elst am Observatoire de Calern (IAU-Code 010) in Südfrankreich entdeckt wurde.
Der Himmelskörper wurde am 28. Juli 1999 nach dem französischen Physiker und Ingenieur Augustin Jean Fresnel (1788–1827) benannt, der wesentlich zur Begründung der Wellentheorie des Lichts und zur Optik beitrug und durch die Konstruktion der nach ihm benannten Fresnellinsen bekannt wurde.